# Соблахов
Соблахов (слч. Soblahov) насељено је мјесто са административним статусом сеоске општине (слч. obec) у округу Тренчин, у Тренчинском крају, Словачка Република.

## Становништво
| Година:    | 1994. | 2004.   | 2014.    | 2024.   |
| ---------- | ----- | ------- | -------- | ------- |
| Број људи: | 1872  | 1957    | 2240     | 2391    |
| Разлика:   |       | +4,54 % | +14,46 % | +6,74 % |

| Година:    | 2023. | 2024.   |
| ---------- | ----- | ------- |
| Број људи: | 2388  | 2391    |
| Разлика:   |       | +0,12 % |

Према подацима о броју становника из 2024. године насеље је имало 2391 становника.